# 神稲村
神稲村（くましろむら）は、長野県下伊那郡にあった村。現在の豊丘村大字神稲にあたる。

## 地理
- 山：高関山、旭山、鬼面山、下烏帽子山、本山
- 河川：天竜川

## 歴史
- 1875年（明治8年）1月23日 - 筑摩県伊那郡林村・田村村・供野村が合併して神稲村となる。なお、伴野村は、寛文12年（1672年）まで信濃飯田藩領、同年から天和元年（1681年）まで幕府領、同年以降は高須藩領だった[1]。
- 1876年（明治9年）8月21日 - 長野県の所属となる。
- 1879年（明治12年）1月4日 - 郡区町村編制法の施行により下伊那郡の所属となる。
- 1889年（明治22年）4月1日 - 町村制の施行により、神稲村が単独で自治体を形成。
- 1955年（昭和30年）4月1日 - 河野村と合併して豊丘村が発足。同日神稲村廃止。

## 交通

### 鉄道路線
天竜川の対岸の市田村に日本国有鉄道飯田線の市田駅が所在。